# Cathay (diktsamling)

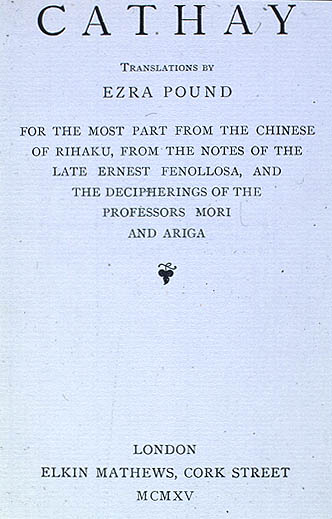
Förstaupplagans titelblad

Cathay är en diktsamling från 1915 med Ezra Pounds engelskspråkiga tolkningar av klassisk kinesisk poesi. Flertalet av dikterna är skrivna av Li Bai, som Pound benämner under hans japanska translitterering Rihaku. Samlingen innehåller också Pounds tolkning av den anglosaxiska dikten "Sjöfararen", som Pound påpekar är från ungefär samma tid som Rihakus dikter.
Pound, som inte kunde kinesiska, utgick från anteckningar som den amerikanske konsthistorikern Ernest Fenollosa hade lämnat efter sig. Pound var attraherad av hur Fenollosa lyfte fram det inslag av ideografisk skrift som finns i det kinesiska skriftspråket och hur detta kan utnyttjas av poeter. Fenollosas expertområde var egentligen japansk konsthistoria och han hade endast studerat kinesisk poesi hos en japansk lärare. Pounds tolkningar är därför mycket fria och innehåller både avsiktliga och oavsiktliga misstag. I dikten "The river song" har Pound exempelvis smält samman två dikter och behandlar titeln på den andra dikten som en versrad i mängden. Han har också behandlat vissa egennamn som vanliga substantiv.
Trots de många felen finns det även kinesiska litteraturvetare som har hyllat tolkningarna. Yip Wai-lim skrev i sin avhandling Ezra Pounds 'Cathay' att "det tycks klart att [Pound] i sitt arbete med Cathay, även när han bara har givits de knappaste detaljerna, har förmågan att nå in till originalförfattarens centrala ärenden genom vad vi kanske kan kalla en sorts klärvoajans".

## Innehåll
- Kutsugen: Song of the bowmen of Shu
- Mei Sheng: The beautiful toilet
- Rihaku: The river song
- Rihaku: The River-merchants wife: a letter
- Rihaku: The jewel stairs' grievance
- Rihaku: Poem by the bridge at Ten-shin
- Rihaku: Lament of the frontier guard
- Rihaku: Exile's letter
- The seafarer
- Rihaku: Separation on the river Kiang
- Rihaku: Taking leave of a friend
- Rihaku: Leave-taking near Shoku
- Rihaku: The city of Choan
- Rihaku: South-folk in cold country